# Gitit (izraelská osada)
Gitit (hebrejsky גיתית, podle hudebního nástroje „gittejský nástroj“ zmiňovaného v bibli v Knize žalmů 8,1, v oficiálním přepisu do angličtiny Gittit) je vesnice typu mošav a izraelská osada na Západním břehu Jordánu v distriktu Judea a Samaří a v Oblastní radě Bik'at ha-Jarden.

## Geografie
Nachází se v nadmořské výšce 305 metrů na západním okraji Jordánského údolí. Leží cca 27 kilometrů severozápadně od centra Jericha, cca 40 kilometrů severovýchodně od historického jádra Jeruzalému a cca 58 kilometrů východně od centra Tel Avivu. Gitit je na dopravní síť Západního břehu Jordánu napojen pomocí místní silnice číslo 508, která je součástí takzvané Alonovy silnice, významné severojižní dopravní osy vedoucí podél západního okraje Jordánského údolí. Vesnice stojí cca 13 kilometrů od řeky Jordán, která zároveň tvoří mezinárodní hranici mezi Izraelem kontrolovaným Západním břehem Jordánu a Jordánským královstvím.
Mošav je součástí územně souvislého pásu izraelských zemědělských osad, které se táhnou podél Alonovy silnice. Jediným významnějším palestinským sídlem v okolí je město Majdal Bani Fadil na západní straně. Vesnice leží v hřbetu hornatiny Samařska, který se na západní straně zvedá z příkopové propadliny Jordánského údolí.

## Dějiny
Gitit leží na Západním břehu Jordánu, jehož osidlování bylo zahájeno Izraelem po jeho dobytí izraelskou armádou, tedy po roce 1967. Jordánské údolí patřilo mezi oblasti, kde došlo k zakládání izraelských osad nejdříve. Takzvaný Alonův plán totiž předpokládal jeho cílené osidlování a anexi.
Vesnice byla založena roku 1973. Už 24. října 1971 rozhodla izraelská vláda, že v oblasti nazývané Tel Tal zřídí novou osadu včetně příjezdové komunikace. Ještě předtím, v srpnu 1970, zde vznikla osada typu nachal tedy kombinace vojenského a civilního osídlení. Ta byla na ryze civilní osadu proměněna v prosinci 1975.
Prvními osadníky byli lidé z okruhu sekulárních pravicových hnutí Betar a Cherut. Po pěti letech se k nim připojily i některé nábožensky založené rodiny. Většina veřejných služeb a infrastruktury je k dispozici v nedalekém městě Ma'ale Efrajim. V samotné obci ale funguje synagoga, zařízení předškolní péče o děti a plavecký bazén. Obyvatelé se částečně zabývají zemědělstvím. Detailní územní plán obce umožňuje výhledovou kapacitu 167 bytů, z nichž zatím postaveno jen 40. Během 80. let 20. století byla osada napojena na Alonovu silnici. Okolo obce prochází autobusová linka společnosti Egged číslo 949 a nedaleko odtud zastavuje i linka číslo 161 společnosti Dan.
Počátkem 21. století nebyl Gitit stejně jako celá plocha Oblastní rady Bik'at ha-Jarden zahrnut do projektu Izraelské bezpečnostní bariéry. Izrael si od konce 60. let 20. století v intencích Alonova plánu hodlal celý pás Jordánského údolí trvale ponechat. Budoucnost vesnice zavisí na parametrech případné mírové dohody mezi Izraelem a Palestinci. Během druhé intifády nedošlo v osadě stejně jako v celé oblasti Jordánského údolí k vážnějším teroristickým útokům.

## Demografie
Obyvatelstvo mošavu je v databázi rady Ješa popisováno jako sekulární. Oficiální stránky obce ale popisují populaci jako smíšenou, tedy sekulární i nábožensky založenou. Podle údajů z roku 2014 tvořili naprostou většinu obyvatel Židé (včetně statistické kategorie "ostatní", která zahrnuje nearabské obyvatele židovského původu ale bez formální příslušnosti k židovskému náboženství).
Jde o menší obec vesnického typu s populací, která po dlouhodobé stagnaci a poklesu začala od roku 2003 růst. Tento nárůst je dáván do souvislosti s rostoucí popularitou osady mezi nábožensky založenými Izraelci. K 31. prosinci 2014 zde žilo 362 lidí. Během roku 2014 registrovaná populace stoupla o 11,7 %.
| Rok            | 1983 | 1993 | 1994 | 1995 | 1996 | 1997 | 1998 | 1999 | 2000 |
| -------------- | ---- | ---- | ---- | ---- | ---- | ---- | ---- | ---- | ---- |
| Počet obyvatel | 113  | 138  | 137  | 138  | 108  | 106  | 120  | 109  | 100  |

| Rok            | 2001 | 2002 | 2003 | 2004 | 2005 | 2006 | 2007 | 2008 | 2009 | 2010 | 2011 | 2012 | 2013 | 2014 |
| -------------- | ---- | ---- | ---- | ---- | ---- | ---- | ---- | ---- | ---- | ---- | ---- | ---- | ---- | ---- |
| Počet obyvatel | 102  | 95   | 119  | 161  | 191  | 214  | 214  | 231  | 259  | 297  | 302  | 308  | 324  | 362  |